# Die Therapie (Roman)
Die Therapie ist ein Psychothriller und der Debütroman des Schriftstellers Sebastian Fitzek aus dem Jahr 2006. Er gehört zu den ersten zehn Romanen des Autors, die sich insgesamt mit einer Auflage von acht Millionen Exemplaren verkauft haben. Außerdem belegte der Roman mehrere Wochen lang die Nummer eins auf der Bestsellerliste des Spiegel.

## Handlung
Josy, die zwölfjährige Tochter des renommierten Psychiaters Viktor Larenz, scheint nach einem ihrer zahlreichen Arztbesuche spurlos verschwunden. Zu diesem Zeitpunkt leidet sie bereits monatelang an einer Krankheit, deren Ursache kein behandelnder Arzt feststellen konnte. Larenz bemerkt Josys Verschwinden und erleidet in seiner Rage einen Nervenzusammenbruch. Die Ermittlungen bleiben erfolglos, Larenz und seine Frau Isabell leben jahrelang ohne ein Lebenszeichen ihrer Tochter.
Zwei Jahre später willigt der nicht mehr praktizierende Larenz zu einem Interview ein, um mit der Vergangenheit abzuschließen, und zieht sich dazu auf die Insel Parkum zurück. Dort wird er von einer schönen Unbekannten aufgespürt, die sich als Anna Spiegel ausgibt und ihn darum bittet, sie zu behandeln. Zunächst widerwillig, beginnt Larenz doch mit der Therapie, als Anna ihm ihre Krankheit schildert: Sie ist Schriftstellerin und leidet an Schizophrenie; all ihre Romanfiguren manifestieren sich in ihrem Leben. Neuerdings ist darunter auch ein kleines, wie Josy unheilbar krankes Mädchen namens Charlotte aus einem unvollendeten Märchenmanuskript.
Larenz wittert eine neue Spur, da sich Annas Erzählungen mit Ereignissen aus der Zeit rund um Josys Verschwinden decken. Anna macht ihm klar, dass Charlotte vergiftet wurde. Während einer ihrer schizophrenen Phasen erschien ihr Charlotte und flehte sie an, mit ihr vor ihrer Mutter Isabell zu flüchten. Diese hatte Charlotte vergiftet, um ihren Mutterinstinkt zu stillen und das Heranwachsen ihrer Tochter zu verhindern. Um sie vor ihrer Mutter zu verstecken, versuchte Anna, die Schreie des Mädchens zu ersticken, brachte sie dabei allerdings um.
Larenz erwacht mit dem pointierten Ende der Geschichte, in der Erkenntnis, dass in Wahrheit er selbst seine eigene Tochter umgebracht hat. Er hat sich tatsächlich seit seinem Zusammenbruch ununterbrochen als Schwerkranker in einer psychiatrischen Klinik befunden und erlebt im Gespräch mit einem Arzt diesen lichten Moment, der zugleich als Mordgeständnis dient.
Larenz leidet am Münchhausen-Stellvertretersyndrom und vergiftete seine Tochter beabsichtigt monatelang mit Medikamenten. Pathologisch für dieses Syndrom sind auch die zahlreichen Arztbesuche, die er mit ihr unternahm. In seinem Wahn hielt er seine Frau Isabell für Josys Krankheit verantwortlich und ertränkte Josy, um sie vor Isabell zu verstecken. Larenz ist zudem schizophren und flüchtete sich nach seinem Zusammenbruch in Scheinwelten, u. a. auf die Insel Parkum. Anna Spiegel ist ein Hirngespinst, mit dem er sich selbst therapierte.
Die nachfolgenden Ermittlungen fördern zutage, dass Isabell ihrem kranken, vermögenden Mann den Mord an Josy anhängte, und später mit ihrer totgeglaubten Tochter untertauchte.

## Figuren
- Dr. Viktor Larenz: Die Hauptfigur der Geschichte, bekannter Psychiater mit starker medialer Präsenz, der durch den Verlust seiner Tochter stark traumatisiert ist und im Verlauf der Geschichte die Grenze zwischen Realität und Wahnsinn verliert.
- Anna Spiegel: Kinderbuchautorin. Sie ist die rätselhafte Patientin, welche in einer Psychotherapie Dr. Larenz mit seiner eigenen traumatischen Vergangenheit konfrontiert.

## Sprachstil
„Das Innere des Volvos roch nach frisch eingefettetem und mit Bienenwachs poliertem Leder. Viktor war so überwältigt von den Erinnerungen an seinen eigenen Wagen, dass er für einen Augenblick die Gefahr vergaß, in der er sich befand. Dieses Auto entsprach exakt dem Modell, mit dem er vor drei Wochen ans Meer gefahren war. Es war genauso ausgestattet. Alles war ihm so vertraut. Und obwohl es praktisch unmöglich war, hätte Viktor schwören können, dass jemand bei diesem Unwetter seinen eigenen Wagen von Sylt nach Parkum eingeflogen hatte.“

Fitzeks Schreibstil ist einfach, solide gehalten, dabei klar und gut lesbar.

## Rezensionen
„Hinsichtlich seines äußerst raffinierten und ausgeklügelten Plots stellt ‚Die Therapie‘ ein kleines Meisterwerk dar.“ Der Psychothriller ist in einem hohen Erzähltempo geschrieben. Das 331 Seiten starke Buch enthält 60 Kapitel und jedes endet mit einem Cliffhanger, der den Spannungsbogen konstant hoch hält. Kijanski beschreibt das Werk als „treibender Psychothriller mit zahlreichen Stilmitteln des Horrorromans“ und als eine „Achterbahnfahrt erster Güte“. „Die Therapie“ bietet eine atmosphärisch dichte Spannung auf einer einsamen Insel, auf der es „wegen eines starken Unwetters kein Entkommen“ gibt. Dr. Larenz ist Gefangener in seinem Haus und „wird aus unerklärlichen Gründen, die er sich nicht erklären kann, immer schwächer“. Der Autor stellt dem Leser die zentrale Frage, was ist Fiktion und was ist Realität? Hierbei werden stilistische Elemente des Horrorromans eingebracht. Das Handy klingelt an einem Ort, wo es normalerweise keinen Empfang geben könnte und die Lichter im Haus gehen ohne menschliches Zutun an und aus. Das Ende bietet eine vollkommen unerwartete Wendung. Für die BILD-Zeitung der „absolute Überraschungserfolg“. Die Bild am Sonntag beschreibt „Die Therapie“ mit „kein Stoff für schwache Nerven“. „Die Therapie ist kein gewöhnlicher Thriller, sondern so spannend, dass sogar die Seiten zittern.“ Auch in der B.Z. sorgt Fitzeks gefeierter Debütroman als „Sommerhit“ für Furore.

### Einordnung in das Werk des Autors
Nach eigenen Angaben kam Fitzek die Idee für den Plot seines Romans beim Aufenthalt im Wartezimmer einer Arztpraxis. Seine Freundin erschien auch nach einer halben Stunde nicht mehr aus dem Behandlungszimmer und Fitzek stellte sich dabei die Frage, was wohl geschehen würde, wenn sie gar nicht mehr auftauchen würde und der Arzt, sowohl wie die Sprechstundengehilfinnen, als auch die anderen Patienten würden behaupten, sie wäre gar nicht hier gewesen. Aus dieser Kernfrage entstand nach einem Brainstorming, das ein Jahr beanspruchte, das Exposé für die Geschichte. Die Charaktere seiner Erzählungen haben von vornherein eine definierte Psyche, Herkunft und Vergangenheit, aber noch keine fertige Biografie, die erst im Verlauf der Geschichte entsteht. Der erste Entwurf wurde sieben Mal bearbeitet, bevor er ins Lektorat gegeben wurde.

## Textausgaben
- Sebastian Fitzek: Die Therapie. Knaur Taschenbuchverlag, München 2006, ISBN 3-426-63309-4.

## Verfilmung
- Sebastian Fitzeks Die Therapie, sechsteilige Fernsehserie, 2023, Prime Video